# Кожух (връх)
Връх Кожух (на английски: Kozhuh Peak) е покрит с лед връх на остров Александър I, най-големия остров по крайбрежието на Антарктида. Върхът се издига на надморска височина 1711 метра.

## Местоположение
Връх Кожух се намира в западната страна на височините Елгар в северната част на острова. Разположен е на 9,26 км в посока север-северозапад от връх Пинафор, 8,92 км североизточно от нунатаци Апалачия и 19,1 км югоизточно от нунатак Шоу. Издига се над ледника Дилиъс на север и ледника Барток на юг-югозапад.
Географски координати на връх Кожух: 69°40′42″ ю. ш. 70°55′17″ з. д. / 69.678333° ю. ш. 70.921389° з. д.

## Произход на името
Върхът е наименуван на изгасналия вулкан Кожух в Югозападна България.

## Картографиране
Картографирането е британско от 1971 година.

## Карти
- British Antarctic Territory. Scale 1:200000 topographic map. DOS 610 – W 69 70. Tolworth, UK, 1971
- Antarctic Digital Database (ADD). Scale 1:250000 topographic map of Antarctica. Scientific Committee on Antarctic Research (SCAR). Since 1993, regularly upgraded and updated